# Ліквація (металургія)
Ліква́ція (англ. segregation; liquation від лат. liquatio — розтоплення, плавлення) у металургії — неоднорідність хімічного складу металів (сплавів), що виникає при їхній кристалізації.
Ліквація проявляється як неоднорідний розподіл супутніх домішок (в литих металах) або легуючих елементів і домішок (у ливарних сплавах). Зумовлюється відтисненням хімічних елементів у рідку фазу рухомим фронтом кристалізації.

## Класифікація
Розрізняють ліквацію мікро- і макроскопічну (зональну).
Мікроскопічна ліквація розвивається в межах окремих кристалітів. Характерним її проявом є дендритна (внутрішньокристалічна) ліквація. Дендритна ліквація полягає у тому, що осі дендритних кристалів відрізняються за хімічним складом від міжосьових проміжків.
Макроскопічна ліквація спричинюється різницею хімічного складу окремих зон зливка, великогабаритного виливка або зварного шва. До неї належать ліквації
- зональна (англ. major (zonal) segregation), що у свою чергу поділяється на нормальну (відтиснення легуючих елементів від поверхні виливка до його осі, наприклад, осьова V-подібного типу ліквація, англ. center segregation) та зворотну (англ. negative (inverse) segregation, елементи і домішки концентруються в зовнішніх зонах виливка)
- гравітаційна (англ. gravity segregation) — неоднорідний розподіл елементів і домішок за густиною по висоті виливка.
- підусадкова (англ. pipe segregation) — зворотна ліквація (підвищена концентрація) С, S, Р та інших елементів в зоні під усадковою раковиною сталевого виливка;
- плямиста (англ. speckle segregation) — ліквація у вигляді локальних ділянок, збагачених легкоплавкими компонентами сплаву, що утворюються в результаті виникнення гарячих тріщин в зоні тужавіння під впливом циклічного руху розплаву і заповнення цих тріщин маточним розплавом з прилеглих до них міждендритних об'ємів.

Ліквація призводить до утворення дефектів у металах і сплавах, утруднює їх механічну обробку, погіршує структуру і властивості.

## Заходи по зменшенню ліквації
Ліквації запобігають (або усувають її) рафінуванням металів (сплавів), створенням оптимальних умов кристалізації, подрібненням первинної структури модифікувальними добавками, механічним впливом, легуванням мікродозами хімічних елементів, гомогенізувальним (дифузійним) відпалом.
Для зменшення зональної ліквації обмежують розміри виливків, а також застосовують спеціальні металургійні процеси: безперервне розливання, переплавлення у водоохолоджуваному кристалізаторі (електрошлакове або вакуумне) тощо.

## Використання
Явища макроскопічної ліквації покладені в основу лікваційного розділення металів при рафінуванні, яке ґрунтується на відмінності температур плавлення і густини компонентів, що входять у сплав, і на малій їх взаємній розчинності. Наприклад, при охолоджуванні рідкого чорнового свинцю з нього при певних температурах виділяються кристали Cu (т.з. шлікери), які унаслідок меншої щільності спливають на поверхню і видаляються. Спосіб застосовується для очищення чорнового свинцю від Cu, Ag, Au, Bi, очищення чорнового цинку від Fe, Cu, Pb та інших металів.